# Bufferzone
Een bufferzone is een gebied dat twee andere gebieden van elkaar gescheiden houdt. Bekende typen bufferzone zijn gedemilitariseerde zones en rijksbufferzones (groene gordels). Een bufferzone kan ook een heel land omvatten en zo een bufferstaat vormen.
Bufferzones kunnen ingesteld worden om bijvoorbeeld geweld te voorkomen, het  natuur of milieu te beschermen, woongebieden te beschermen tegen bedrijfsongevallen of natuurrampen, of te voorkomen dat ontsnapte gevangenen snel gijzelaars of een schuilplaats te vinden.
Bufferzones resulteren vaak in grote onbewoonde gebieden, die afwijken van dichtbevolkte gebieden.